# North Melbourne, Victoria
North Melbourne là một vùng nội thành phố Melbourne, Úc, cách trung tâm thành phố khoảng 2 km về phía tây bắc. Nó nằm trong địa giới hành chính địa phương của Thành phố Melbourne. Tại tổng điều tra dân số năm 2011, North Melbourne có 11.755 cư dân. Tên gọi North Melbourne xuất phát từ vị trí địa lý của vùng.
North Melbourne tiếp giáp với đường cao tốc CityLink về phía tây, đường Victoria Street về phía nam, các đường O'Connell và Peel Street ở phía đông và đường Flemington Road ở phía bắc. Kể từ sau cuộc mở rộng phạm vi quản lý của Thành phố Melbourne tháng 7 năm 2008, toàn bộ địa giới của vùng nằm trọn trong lòng thành phố này; đồng thời, việc chuyển giao nhiều khu phố từ Moonee Valley đã góp phần gia tăng số cư dân đáng kể - khoảng 4.760 nhân khẩu và 3.000 người lao động (điều tra 2006) cho Melbourne.
Tiền thân của vùng là Hotham, một thị trấn ngoại vi thành phố Melbourne với phần lớn cư dân là người lao động sống xen kẽ với giới trung lưu. Đây cũng là một trong những thị trấn đầu tiên của tiểu bang được công nhận là đô thị.
Vùng North Melbourne nổi tiếng với quần thể kiến trúc nguy nga, bao gồm những tòa nhà mang nét kiến trúc thời Victoria cùng các cửa hàng thương mại sầm uất và cộng đồng đa sắc tộc, đa văn hóa xen lẫn với các công xưởng cũ còn sót lại từ giữa thế kỷ 20.

## Lịch sử
Người di cư bắt đầu đến sinh sống vùng đất này vào thập niên 1840. Lúc đó chỉ mới có vài nông trại gia súc, và chưa có phân vạch địa giới của vùng nên địa bàn North Melbourne bao trùm cả các vùng Parkville và Công viên Hoàng gia, cùng một phần vùng West Melbourne ngày nay.
Vào thập niên 1850, một khu nhà lưu trú xã hội (Benevolent Asylum) được chính quyền thuộc địa dựng lên tại khu đất giữa đường Abbotsford và đường Curzon Street để nhằm đáp ứng nhu cầu nhà ở ngày càng gia tăng của giới đào vàng tứ xứ. Nhà lưu trú này đến tận năm 1911 mới được tháo dỡ để chuyển về vùng Cheltenham phía nam thành phố. Đến năm 1859, nhà chức trách mới chính thức đặt tên vùng đất này là Hotham, theo họ của viên thống đốc thuộc địa Victoria đương thời - Ngài Charles Hotham. Khi ấy, Hotham mang hàm thị trấn (borough). Bưu điện Hotham khánh thành và đi vào hoạt động ngày 20 tháng 3 năm 1860.
Đến năm 1861, thị trấn Hotham đã có trên 7,000 người sinh sống.
Năm 1869, người chơi bóng bầu dục trong vùng thành lập Câu lạc bộ Bóng bầu dục Carlton (Hotham Football Club), sau này trở thành thành viên sáng lập Hiệp hội Bóng đá Úc Victoria (VFA). Đội bóng này ngày nay còn có biệt danh là North Melbourne Kangaroos.

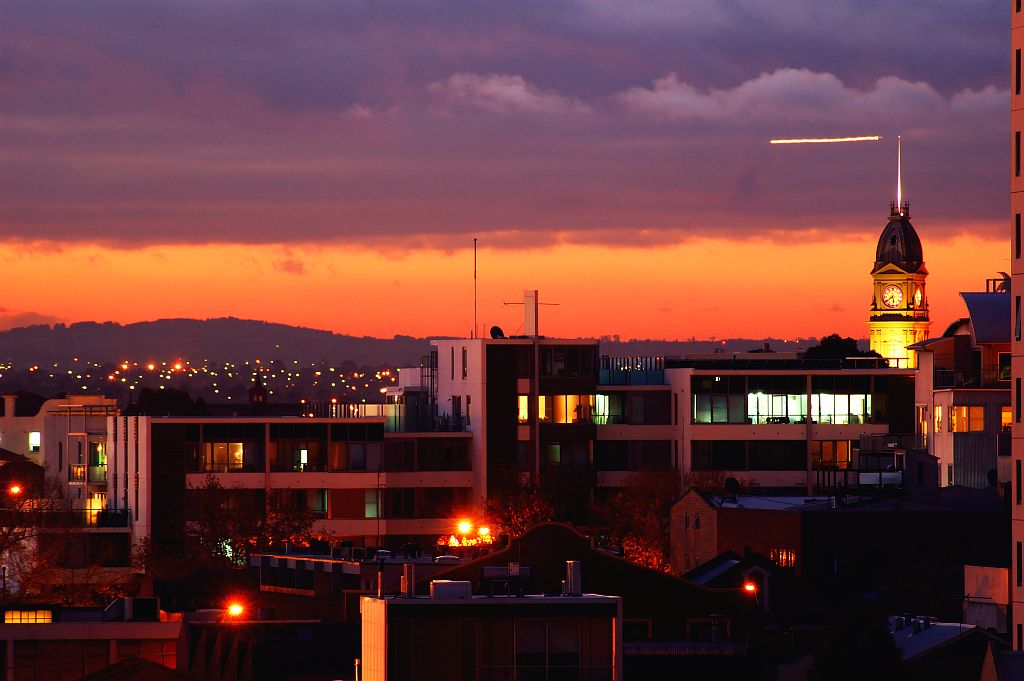
Khu chung cư ngay cạnh trung tâm vùng. Bìa phải chính là tháp đồng hồ của Tòa thị chính (bây giờ là thư viện North Melbourne).

Ngày 26 tháng 8 năm 1887, thị trấn Hotham được nâng lên thành thị xã North Melbourne (North Melbourne Town), với một tòa thị chính và Chợ Thịt Thành phố.
Vào khoảng thập niên 1880, phần lớn cư dân trong vùng thuộc tầng lớp lao động, với phần lớn nam giới làm việc trong các nhà xưởng công nghiệp và tiểu thủ công nghiệp ở trong vùng. Giới trung lưu sống tập trung tại những con đường có hàng cây xanh như Dryburgh, Chapman và Brougham.  
Những năm 1890, khánh thành tuyến xe điện mặt đất từ trung tâm thành phố đi qua vùng North Melbourne. Đường ray chạy dọc theo các phố Victoria Street, len lỏi qua khu trung tâm thương mại rồi đi dọc theo đường Abbotsford Street để ra đường Flemington.
Do nhập cư ồ ạt nên đến khoảng thập niên 1930, nhiều khu phố ở đây, đặc biệt là các ngõ hẻm, trở nên đông đúc đến quá tải. Điều kiện sống tồi tàn đến mức được liệt kê thành các khu ổ chuột. Các ban ngành thành phố và tiểu bang đã hoạch định và triển khai nhiều dự án nhà ở xã hội, nhưng mãi đến tận những năm 1960, các khu nhà ở xã hội đầu tiên mới chính thức khai trương và đi vào hoạt động.

## Thương mại

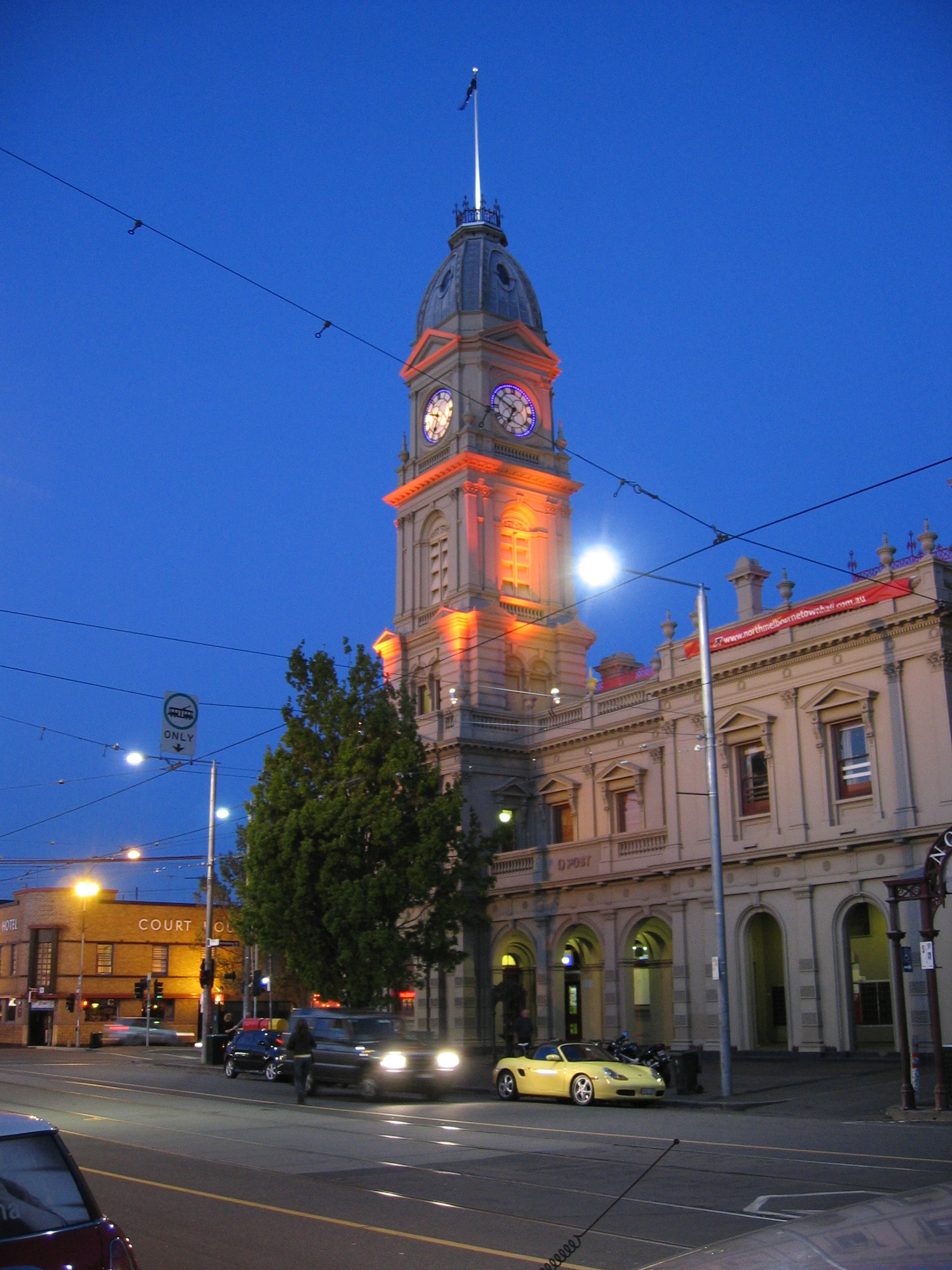
Tòa thị chính North Melbourne (Hotham cũ) và góc đường Errol

Khu phố thương mại chính trong vùng là phố Errol Street, nằm dọc theo Tòa thị chính North Melbourne (cũ), nơi có đường tram chạy qua.
Từ thập niên 1990 trở lại đây, khu vực này phát triển thành phố mua sắm cao cấp, với nhiều quán cà phê và cửa hàng thời trang dành cho giới thượng lưu.

## Dân cư
Sau nhiều thập niên nhập cư ồ ạt, trong vùng đã hình thành một cộng đồng dân cư đa văn hóa, đa sắc tộc. Nhiều năm gần đây, vùng lại đón thêm người tị nạn đến gốc Somalia và Eritrea đến sinh sống; những người này cư trú chủ yếu trên đường Melrose Street, ở phía tây của vùng.

### Tôn giáo
Trong vùng có nhiều công trình tôn giáo lớn, tiêu biểu là Nhà thờ Phố Curzon (Curzon Street Church) (tên chính thức là Nhà thờ thánh Máccô Nhà truyền giáo), Nhà thờ Anh giáo Thánh Maria và Thánh đường Công giáo Ukraina, một công trình kiến trúc mỹ thuật xây dựng năm 1963 trên đường Dryburgh Street. Về phía Công giáo, trong vùng có Nhà thờ Thánh Micae và Trường tiểu học giáo xứ.

### Nhà ở

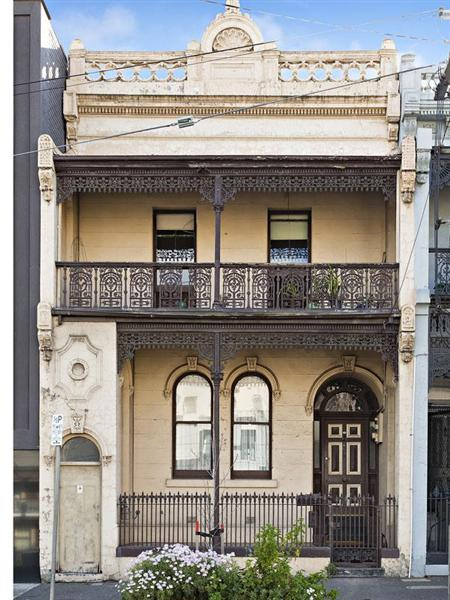
Tòa nhà phố có tên "Auburn" xây dựng năm 1879 nằm trên đường Peel Street. Đây là công trình tiêu biểu của lối kiến trúc "Boom Style" thời Victoria, với nhiều họa tiết cầu kỳ.

Các công trình xây dựng trong vùng chủ yếu là nhà liên kế với lối kiến trúc Victoria, nhà kho xưởng và một số căn hộ chung cư thấp tầng.
Thành phần cư dân trong vùng là gia đình nhiều thế hệ cùng sinh sống nên thành phần dân cư ổn định, ít biến chuyển. Đến thập niên 1980, một thế hệ người trẻ chuyển đến sống ở khu vực gần trung tâm thành phố trong vùng. Trong những năm 1990, nhiều nhà máy và kho xưởng cũ chuyển đổi thành các khu chung cư thông tầng. Từ năm 2000 trở lại đây, nhiều chung cư nhỏ bắt đầu xuất hiện ngày càng nhiều trong vùng, khiến cho giá bất động sản trong vùng không ngừng tăng giá, đạt mức giá bình quân tại Melbourne.
Tính đến tháng 11 năm 2014, giá một căn nhà trung bình ở nơi này vào khoảng $700.000, tốc độ tăng trung bình 6,21%/năm. Giá căn hộ chung cư rẻ hơn - trung bình $467.500 với biên độ tăng giá 4.86%/năm.

## Văn hóa
"Spring Fling" là lễ hội văn hóa lớn trong vùng, được tổ chức vào tháng 10 hàng năm tại hai vùng North Melbourne và West Melbourne.
Hai công trình Tòa thị chính và Chợ Thịt cũ của North Melbourne đều được xếp hạng di sản văn hóa, hiện đã chuyển thành rạp hát và trung tâm văn hóa.

### Thể thao

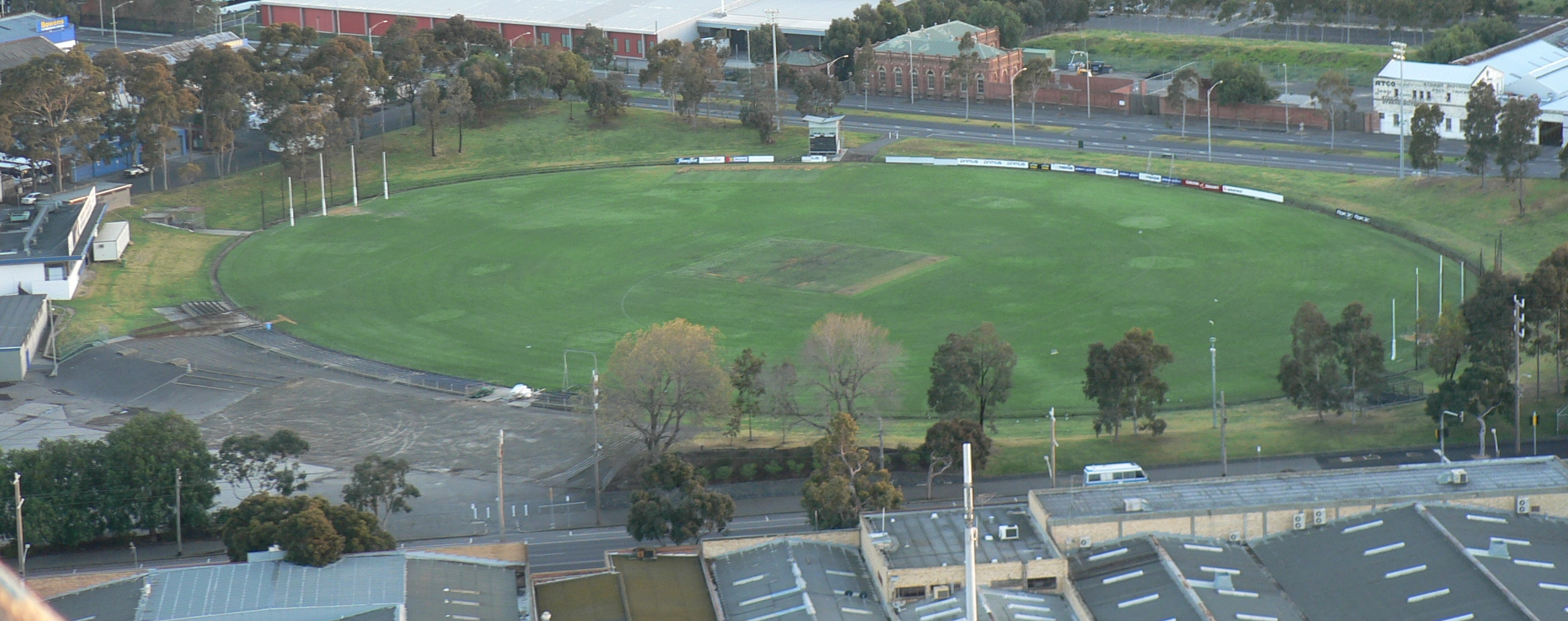
Arden Street Oval, sân nhà của đội tuyển Bóng đá Úc North Melbourne

Câu lạc bộ Bóng đá Úc North Melbourne là một đội mạnh trong vùng, thi đấu thường xuyên trong Giải Vô địch Quốc gia Úc (AFL). Văn phòng và nơi tập luyện của câu lạc bộ đóng tại sân nhà của đội, Arden Street Oval. Huấn luyện viên của đội, Wayne Carey, là huyền thoại của đội một thời, được xem là cầu thủ hay nhất từ trước đến nay trong lịch sử Giải AFL.

## Giao thông

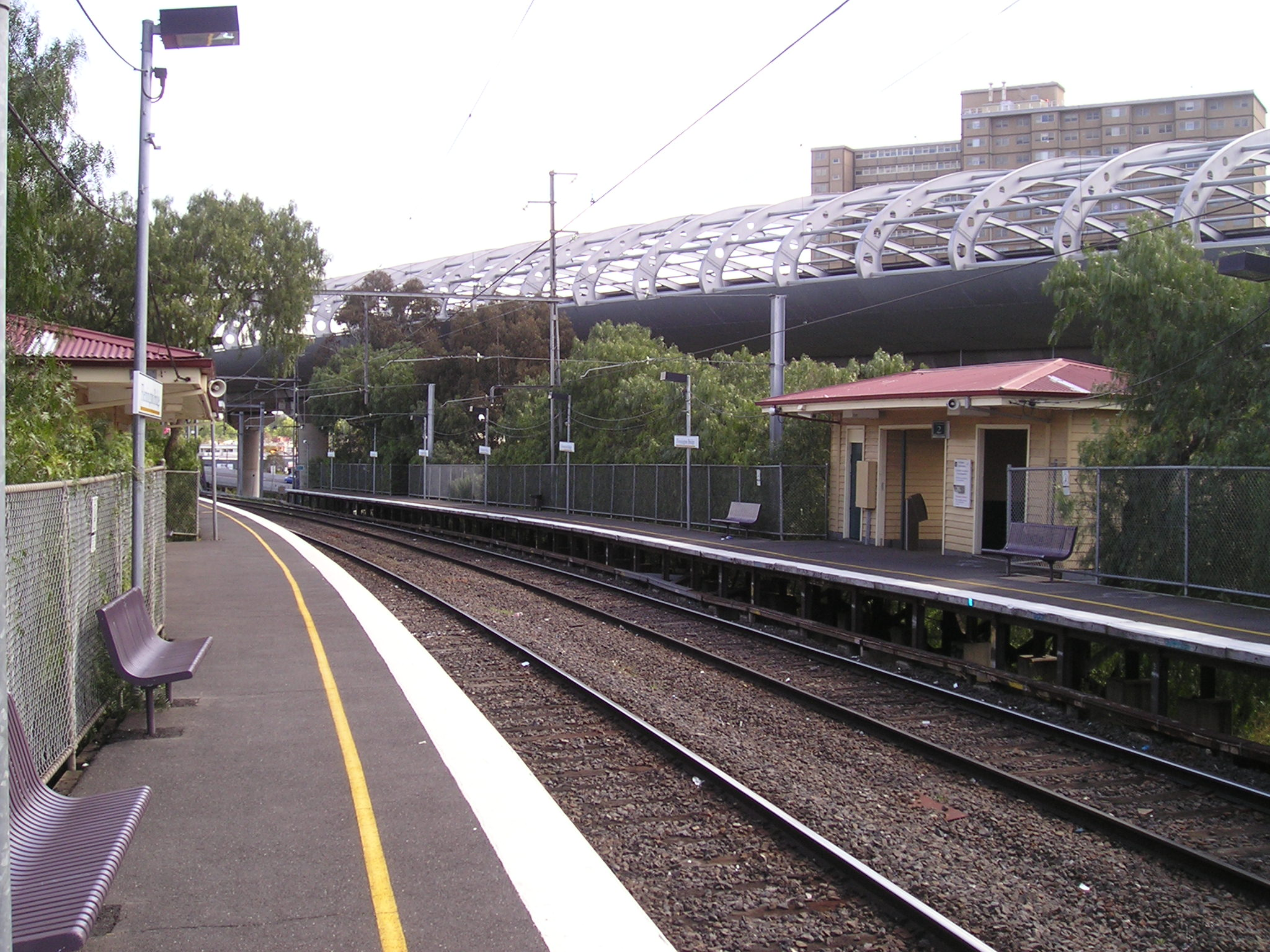
Flemington Bridge Railway Station

Các trục đường chính trong vùng bao gồm đường Flemington Road, đường Elizabeth Street và Victoria Street.
Trong vùng có duy nhất một ga tàu điện là Ga Flemington Bridge nằm trên tuyến đường sắt Upfield. Trong khi đó, Ga North Melbourne, tuy trùng tên nhưng không trực thuộc vùng này mà là ở vùng West Melbourne bên cạnh. Trái lại, ga tàu điện Flemington Bridge lại nằm trong ranh giới North Melbourne, chứ không phải vùng Flemington như tên gọi của nó. Theo đề án xây dựng hầm đường sắt Melbourne Metro, một ga tàu điện mới mang tên Arden sẽ được xây dựng trên đường Arden Road để phục vụ cư dân trong vùng.
Có ba tuyến xe điện chạy qua vùng North Melbourne:
- Tuyến 59 (Airport West): chạy dọc theo đường Elizabeth Street vào đường Flemington Road
- Tuyến 57 (West Maribyrnong): dạy xuyên trung tâm vùng, qua các đường Victoria, Errol, Queensberry và Abbotsford Street, sau đó nhập vào đường Flemington Road
- Tuyến 55 (West Coburg): chạy dọc theo đường Flemington Road, qua đường Abbotsford Street ngay rìa vùng North Melbourne.

Trong vùng cũng có một vài tuyến xe buýt chạy qua, như tuyến 401, 402.